# Redecilla del Camino (kommunhuvudort)
Redecilla del Camino är en kommunhuvudort i Spanien.   Den ligger i provinsen Provincia de Burgos och regionen Kastilien och Leon, i den norra delen av landet, 230 km norr om huvudstaden Madrid. Redecilla del Camino ligger 743 meter över havet och antalet invånare är 143.
Terrängen runt Redecilla del Camino är kuperad söderut, men norrut är den platt. Runt Redecilla del Camino är det mycket glesbefolkat, med 7 invånare per kvadratkilometer. Närmaste större samhälle är Santo Domingo de la Calzada, 9,2 km öster om Redecilla del Camino. I omgivningarna runt Redecilla del Camino växer i huvudsak blandskog.